# Ali Kosso
Ali Kossoné en 1923 à N’Tiona dans la région kanem, est un homme politique tchadien et figure clé de la lutte pour l'indépendance.

## Biographie
Né en 1923 à N’Tiona dans le Nord Kanem, Ali Kosso est le fils de Kedellah Kosso Doungouchi, chef de canton Gorane du Kanem. Il a été délégué sénateur de la communauté en 1958, puis député du Grand Kanem en 1959, et a également été membre de la Commission des affaires économiques de cette assemblée. Il fut secrétaire d’Etat aux finances et au plan, ministre de la justice à partir de mars 1962, vice président du conseil économique et social, puis membre du bureau exécutif du PPT-RDA et MNCRS.
Ali Kosso décéda le 23 novembre 1989 à N’Tiona.